# Parc Nacional Muntanyes Tumucumaque
El Parc Nacional Muntanyes Tumucumaque (en portuguès, Parque Nacional Montanhas do Tumucumaque) és una àrea protegida localitzada entre els estats brasilers de Pará i Amapá i propera a les fronteres que el Brasil comparteix amb la Guaiana francesa i Surinam.
Té una extensió de 3.846.429,4 ha i un perímetre de 1.921,5 km. Es tracta del parc nacional més gran del Brasil i el parc de selva tropical més gran del món. La creació del Parc tenia com a objectiu la preservació dels recursos naturals i de la diversitat biològica, així com facilitar la investigació científica i el desenvolupament d'activitats educatives, recreatives i de turisme ecològic. L'administració del Parc recau en l'Instituto Chico Mendes de Conservação da Biodiversidade (ICMBio), ens dependent del Ministeri de Medi Ambient.
El nom Tumucumaque prové de l'idioma dels pobles aparaïns i uaianes. Significa "la pedra sobre la muntanya" i simbolitza la lluita entre els xamans i els esperits.

## Història
Després de dues dècades de treball, el Parc Nacional Muntanyes Tumucumaque va crear-se a través d'un decret emès el 22 d'agost de 2002 pel President de la República, Fernando Henrique Cardoso, amb una àrea inicial aproximada de 3.867.000 ha. Les terres pertanyien a l'Instituto Nacional de Colonização e Reforma Agrária (INCRA). El Ministeri de Medi Ambient, a través del seu Programa nacional de diversitat biològica, va encarregar un estudi a l'Instituto Brasileiro do Meio Ambiente e dos Recursos Naturais Renováveis (IBAMA), conjuntament amb l'INCRA, per elaborar un mapa on es delimitava la zona prioritària pel manteniment de la biodiversitat. El Pla Directiu va ser publicat el 10 de març de 2010 per l'ICMBio.
Des del 3 de gener de 2013, aquesta àrea protegida forma part del Mosaic de l'Amazònia Oriental, un conjunt de parcs pròxims entre sí i que proposa una única unitat de gestió i actuació. Forma part del llistat d'Àrees Protegides de la UICN, dins de la categoria II.

## Característiques del Parc

### Localització

Regió de les Guaianes. La línia discontínua vermella és l'Escut Guaianès.

El territori comprés pel Muntanyes Tumucumaque s'estén per una àrea de 38.464 km², una extensió lleugerament inferior a la de Suïssa. Ocupa una quarta part de l'estat d'Amapá i es troba al nord de la plana amazònica, dins de l'escut guaianès, un massís format al Paleozoic de la regió de les Guaianes.
La porció brasilera de l'escut de les Guaianes té una àrea aproximada d'1 milió de km², distribuïda entre els estats d'Amapá, Pará, Amazonas i Roraima. Tumucumaque abasta només un 4% de l'escut, però contribueix significativament a la seva preservació. degut a la gran importància biològica. Això succeeix per estar situat en territoris inhòspits i verges, que permeten dissenyar estratègies de conservació i desenvolupament sostenible de les espècies sense haver de refer abans danys causats per una activitat humana prèvia.
El parc s'estén pels termes municipals d' Almeirim, al Pará i d'Oiapoque, Calçoene, Pedra Branca do Amapari, Serra do Navio i Laranjal do Jari, a Amapá.

### Clima
Té un clima equatorial calent i humit, amb una pluviositat anual superior als 2.500 mm i temperatures mitjanes que oscil·len durant l'any entre els 25 °C i 30 °C. L'estació seca coincideix entre els mesos d'agost i novembre, amb una reducció de l'índex pluviomètric per sota dels 50 mm mensuals.

### Relleu

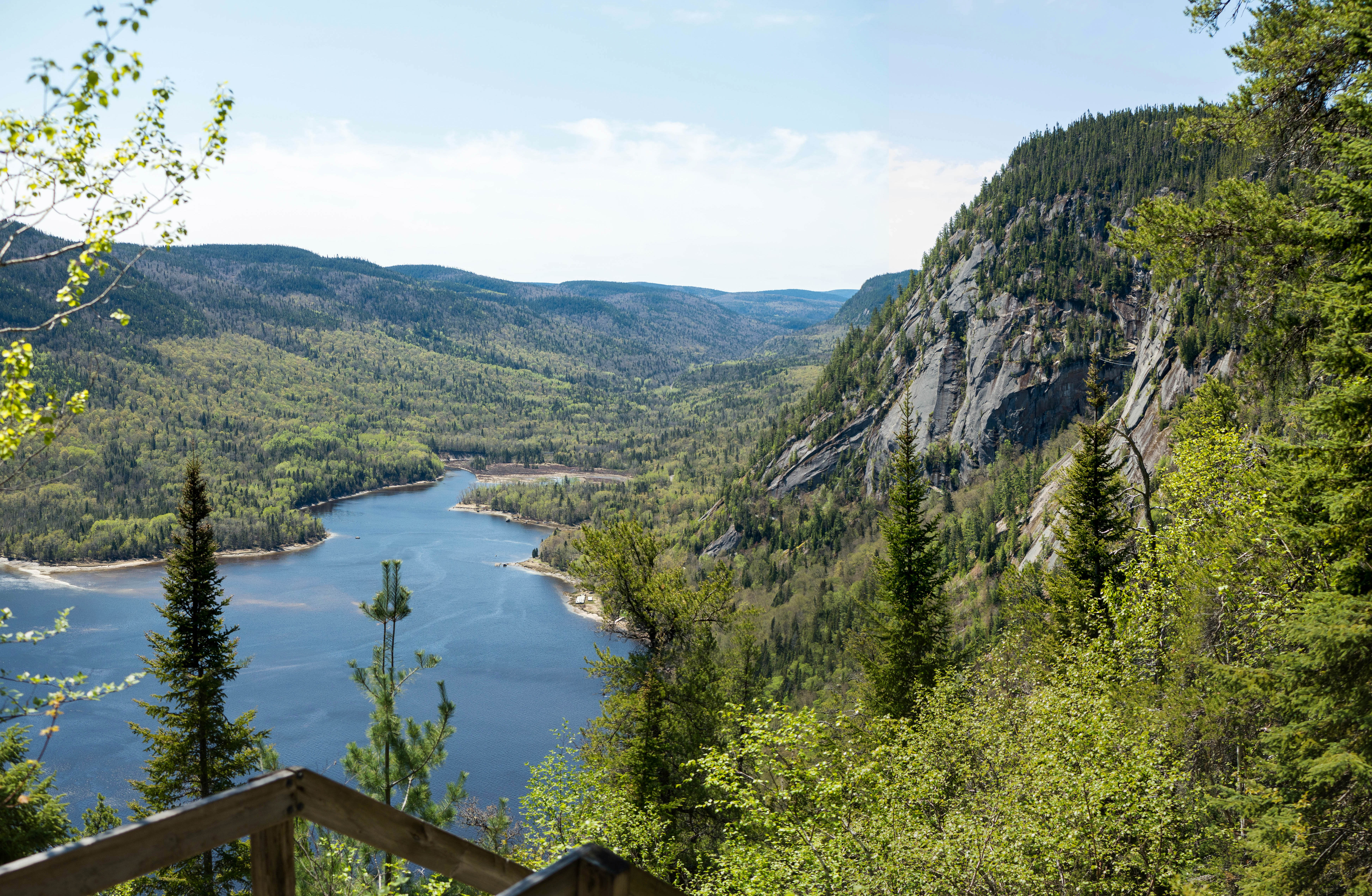
Inselberg al Canadà.

El relleu de l'àrea protegida és majoritàriament planer, al trobar-se en el territori de les planes i terres baixes de la selva amazònica i del massís o escut de les Guaianes.
Hi destaca, no obstant, la presència de la serra de Tumucumaque que dona nom al Parc Nacional. En aquesta, són comuns els turons isolats o inselbergs, sense que aquests arribin als 700 metres d'altura sobre el nivell del mar.
A més de la Tumucumaque, dins del Parc trobem dues serralades més, la serra Lombarda i la serra Uassipein.

### Flora

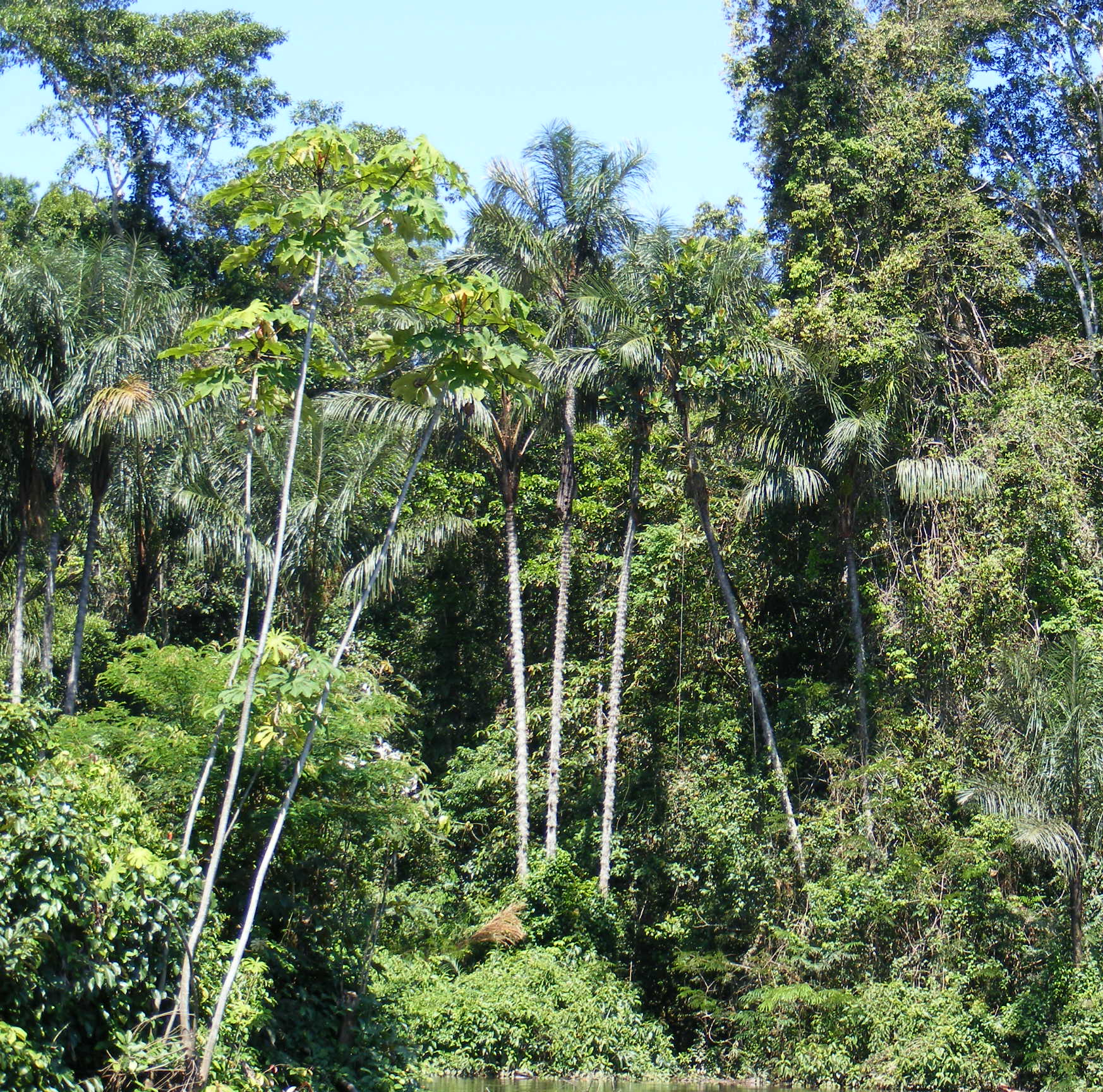
Selva pluvial amazònica

Al Parc es troben boscos i selves verges. L'àrea del parc és coberta per un bosc ombròfil dens (selva pluvial) d'altiplà. La vegetació a la regió de la serralada nord del parc, amb els seus inselbergs, és més dispersa, predominant les bromeliàcies i cactus. Les principals famílies trobades a la regió són bignoniàcies, bombacàcies, euforbiàcies, moràcies, esterculiàcies, lauràcies, votxisiàcies, sapotàcies, lecitidàcies, lleguminoses, combretàcies, anacardiàcies, rubiàcies, meliàcies, sapindàcies, annonàcies i arecàcies.
A la part centre-nord del parc, el bosc és d'alt port i cobertura uniforme, amb nuclis dispersos d'arbres emergents, podent albergar els majors arbres del Brasil, l'angelim-vermelho (Dinizia excelsa Ducke). Les espècies més abundants són Manilkara, Goupia, lecitidàcies, Schefflera, llorer, fabòidies, olacàcies, cesalpiniòidies, abius i cesalpiniòidies.
En total, s'han registrat 1.578 espècies vegetals dins del Parc.

### Fauna

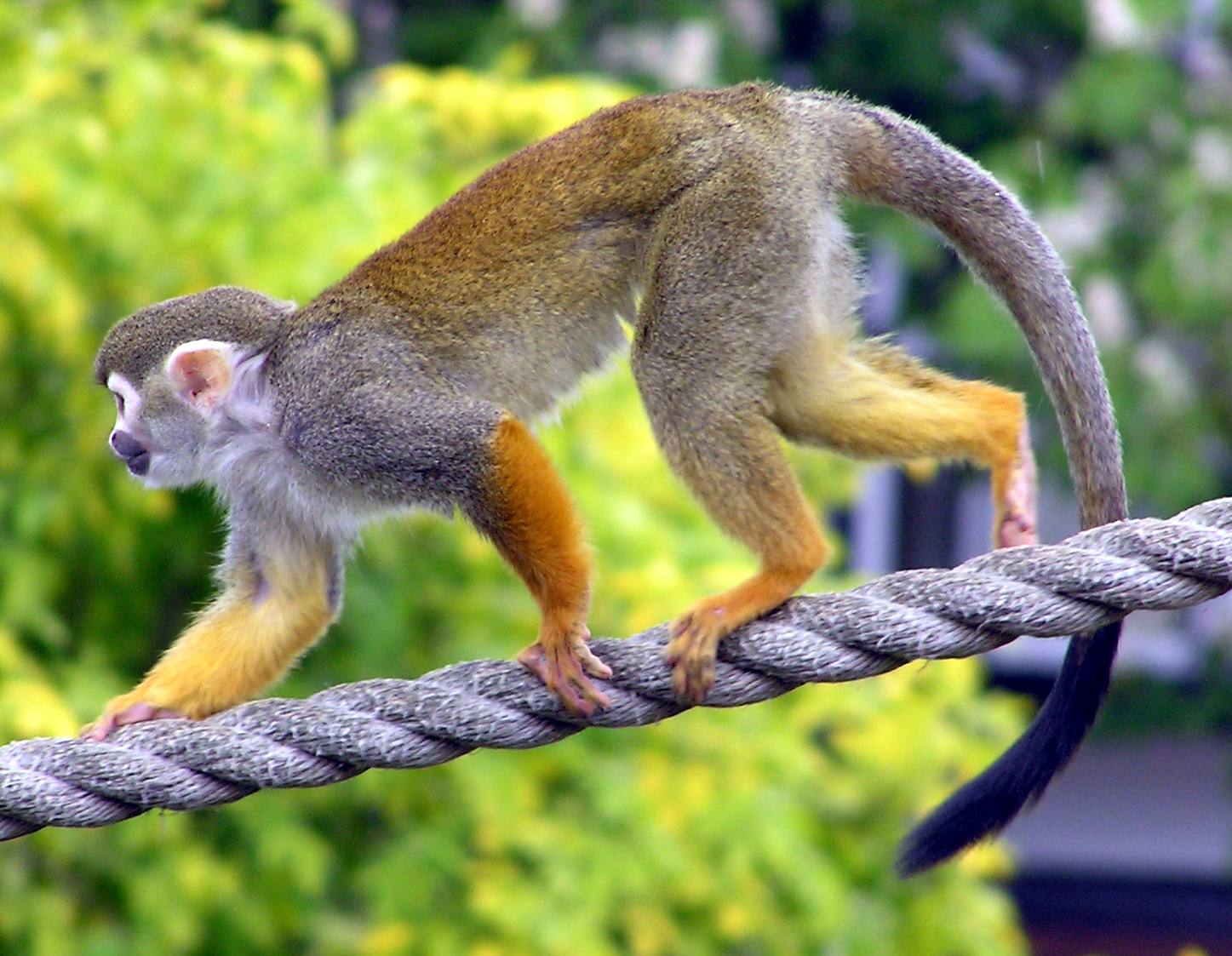
Mona esquirol comuna

El Parc Nacional Muntanyes Tumucumaque posseeix una fauna exuberant, que va des de grans carnívors, com el jaguar i el puma, fins a colibrís endèmics, com el topazi. Espècies importants com el grimpa-soques cuallarg i el cabdill front-rogenc també poden ser trobades al parc.
Entre els primats, es pot trobar la mona esquirol; cebins; diferents classes de saquis, com el barbut; l'aluata i el mico-aranya.
De les més de set-centes espècies animals que s'hi troben al Parc, hi ha 366 d'aus, 70 d'anfibis o 86 de rèptils.

## Accès al Parc
Els principals accessos al Parc Nacional Muntaneys Tumucumaque són:

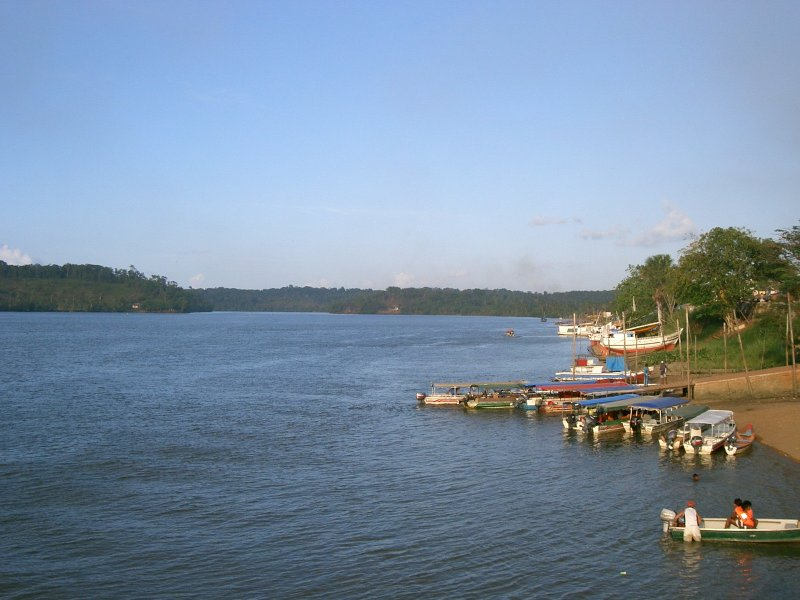
Riu Oiapoque, frontera NE del Parc

- Oiapoque: Es troba al límit NE del Parc. S'ha de pujar uns 40 km pel riu Oiapoque (frontera natural amb la Guaiana Francesa) fins a la confluència amb el riu Anotaiê. És l'entrada més utilitzada, sobretot per aquells que volen visitar Vila Brasil.
- Serra do Navio: Sortint des d'aquest municipi, s'ha de recórrer uns 90 km a través del riu Amapari. En aquest accés es pot visitar una base d'administració del Parc, un centre d'investigació i instal·lacions d'ecoturisme.
- Pedra Branca do Amapari: Sortint de la localitat de Sete Ilhas (a uns 65 km de Serra do Navio), es pot navegar pel riu Amapari fins l'accés mencionat en el punt anterior.
- Laranjal do Jari: En aquest municipi té inici un trajecte fluvial pel riu Jari, d'uns 250 km de distància, fins a la desembocadura del riu Inipuku. En aquest punt es troba el límit entre el Parc i la Terra Indígena Guaiapi.
- Calçoene: Des d'aquesta petita població, dintre del districte de Lourenço, surt un camí forestal d'uns 5 km fins al límit del Parc.

## Turisme
El turisme se centra principalment en dos pols dins del Parc:

### Riu Oiapoque
Les activitats que es poden realitzar des d'aquí són diverses, com acampar a la cascada d'Antoaie (un dels seus afluents) o visitar la comunitat de Vila Brasil, al marge dret del riu. En aquesta localitat es troben diversos hotels rurals i, a la riba francesa, es pot accedir al poblat indígena de Camopi.

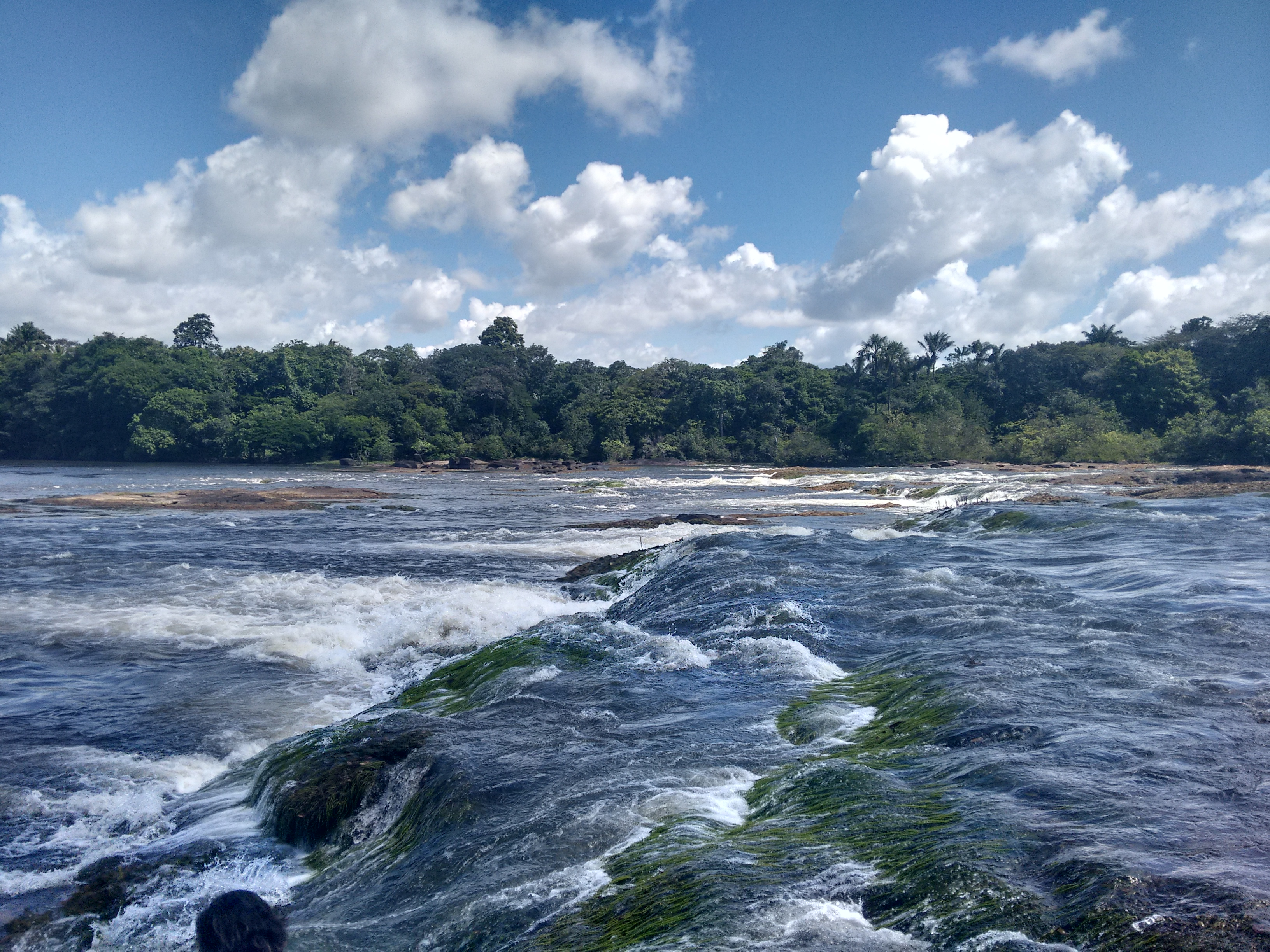
Riu Amapari

### Riu Amapari
S'hi troba el centre administratiu del Parc i es pot arribar des de Serra do Navio o des de Pedra Branca. S'hi serveixen dinars i hi ha redários per passar la nit, és el punt de sortida de diverses rutes de senderisme, s'hi pot accedir a piscines naturals i també des d'allà, es realitzen excursions d'observació de l'ecosistema local.

## Situacions problemàtiques
Degut a la gran extensió geogràfica del Parc Nacional Muntanyes Tumucumaque, el difícil control d'accés, es donen diverses activitats irregulars o il·lícites:

### Extracció minera clandestina

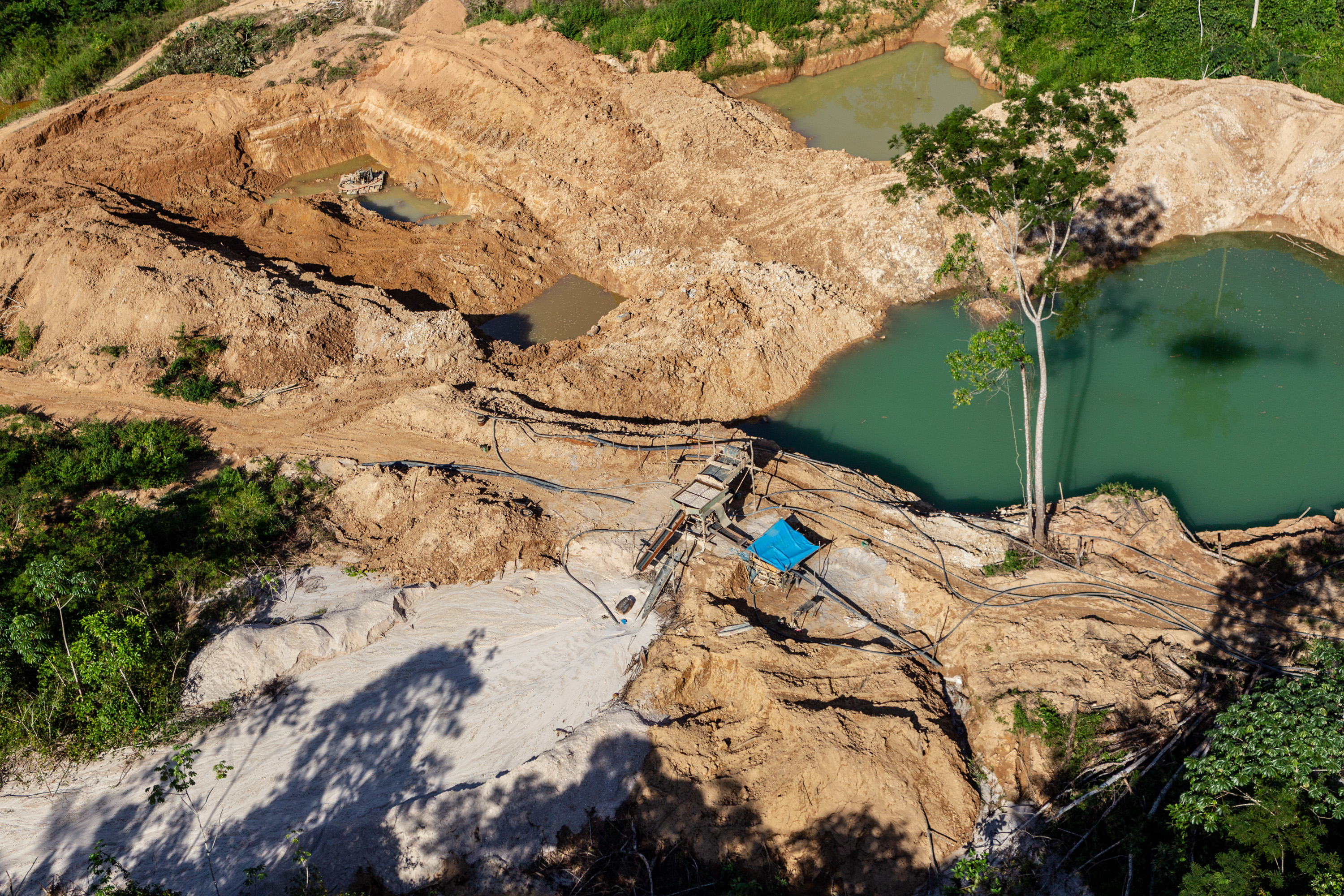
Mina il·legal (garimpo) a l'Amazònia.

Es el major problema al Parc, degut a la cadena d'efectes secundaris que és capaç de generar. El garimpo, com es coneix al Brasil aquesta activitat, es dona principalment en ubicacions fora del perímetre del Parc, habitualment en el costat francès de la frontera - tot i ser practicada majoritàriament per brasilers en situació irregular.
Les extraccions més comunes són de tantalita, cassiterita, urani i, principalment, or.
L'afectació més perillosa, ara per ara, és el vessament de residus tòxics a les aigües dels afluents del Oiapoue. En un futur, l'esgotament de les mines a la Guaiana francesa o la pujada de preus dels minerals que se n'extreuen, podria incitar als garimpeiros a fer prospeccions dins de l'àrea protegida pel Parc Nacional.

### Caça i pesca
Són activitats majoritàriament considerades de subsistència, efectuades per la població dels voltants del Parc. No obstant, també es du a terme la pràctica esportiva o de caràcter comercial. Com al costat francès no estan prohibides, la demanda incentiva als brasilers a incomplir la veda per vendre-ho a Camopi.

### Explotació fustera
Ha començat de manera incipient i força localitzada, pel consum propi per a la construcció de cases i petites embarcacions. L'explotació a gran escala està pràcticament descartada, per la manca d'infraestructures de transport i les grans distàncies existents.

### Explotació de recursos no fusters
Es dona a molt petita escala i afecta a recursos endèmics de la zona, que no requereixin d'infraestructura per la seva extracció. Per exemple, és el cas d'unes lianes anomenades cipó-titica, que es fan servir en la fabricació de mobles rústics, apreciats a les regions sud i sud-est del país.

### Ocupació irregular
Es dona de manera exclusiva en l'àmbit del riu Oiapoque:
- Ilha Bela: és un nucli d'habitatges de garimpeiros que, diàriament, creuen la frontera per treballar a les mines clandestines en sòl francès.
- Vila Brasil: una petita població fronterera, que va néixer per comerciar i oferir serveis a la localitat veïna de Camopi.

En tots dos casos, els habitants han creat un conjunt d'equipaments (petits trossos, habitatges precaris, barracons emprats com a magatzems) contraris a les directrius del Parc i que comporten, a més, problemàtiques de caràcter social, sanitari, etc.

### Turisme irregular
Està començant a tenir lloc en la regió fronterera, on la manca de control i el buit legal afavoreix la circulació i accés de persones.

## Altres
La guaiapi Silvia Nobre és una de les poquíssimes persones nascudes al Parc que ha guanyat rellevància al país: va ser la primera dona indígena en entrar a l'exèrcit, l'any 2011. A finals de 2018, va iniciar la seva carrera política, formant part de l'equip que va gestionar la transició governamental per part del llavors president electe Jair Bolsonaro. L'any 2019 va ser la primera indígena en ser titular de la Secretaria Especial de Salut Indígena, càrrec que va ocupar durant un any. El 2021 va ser designada consellera nacional de promoció d'igualtat racial i ha anunciat el seu desig de presentar-se a les eleccions per esdevenir senadora per l'estat d'Amapà.
L'any 2011 es va llançar la versió 4.0 del navegador web Mozilla Firefox. Aquest projecte va rebre el nom clau Tumucumaque, en homenatge al Parc.